# アラウカニア・パタゴニア王国

アラウカニア・パタゴニア王国
Royaume d'Araucanie et de Patagonie (フランス語)

国の標語: Independencia y Libertad（スペイン語）
自由と独立
アラウカニア・パタゴニア王国の領土

アラウカニア・パタゴニア王国（仏：Royaume d'Araucanie et de Patagonie）とは、1860年にフランス人の弁護士で冒険家のオルリ・アントワーヌ・ド・トゥナンが南アメリカ大陸の南部に建国した国家。
19世紀半ばに南アメリカ大陸の南部においては、原住民族のマプチェ族(Mapuche)がアルゼンチンとチリの進出に武装抵抗を行っていた。1860年にこの地を訪れたオルリ・アントワーヌ・ド・トゥナンは、マプチェ族に共感し、1860年11月17日にラ・アラウカニア州の独立宣言を行い、12月20日にはパタゴニアもその領域に含めた。彼は、その宣言の写しをチリの新聞に送付している。
マプチェ族はオルリ・アントワーヌ・ド・トゥナンの行動を理解し、彼を王に推挙した。その後、国旗として青・白･緑の三色旗が制定され、硬貨の鋳造も行われた。
オルリ・アントワーヌ・ド・トゥナンは、1862年にチリ政府に拘束され、フランスに追放される。1863年に回想録を出版した後、1869年にアラウカニアを再訪し1871年まで滞在している。その後、フランスに帰国し1878年に死亡した。
マプチェ族の領域は、チリ･アルゼンチン両政府の交渉と武力制圧により、1880年代頃に両政府の領土となった。